# Moto G 2022
Durante el 2022, Motorola Mobility lanza al mercado dispositivos para dar continuidad a la familia Moto G que es la marca de dispositivos de Motorola en gama media, siendo su decimoprimera edición.

## Comparaciones

### Moto G en Estados Unidos
|                                     | Moto G Stylus                                                 | Moto G Stylus 5G                                              | Moto G 5G                                         | Moto G Power                                          |
| ----------------------------------- | ------------------------------------------------------------- | ------------------------------------------------------------- | ------------------------------------------------- | ----------------------------------------------------- |
| Modelo                              | XT2211-2                                                      | XT2215-4                                                      | XT2213-3                                          | XT2165DL                                              |
| Lanzamiento                         | 17 de febrero de 2022                                         | 22 de abril de 2022                                           | 22 de abril de 2022                               | 22 de febrero de 2022                                 |
| Sistema operativo y actualizaciones | Android 11                                                    | Android 12 Android 13                                         | Android 12 Android 13                             | Android 11                                            |
| Tamaño de la pantalla               | 6.8 pulgadas                                                  | 6.8 pulgadas                                                  | 6.5 pulgadas                                      | 6.5 pulgadas                                          |
| Resolución de la pantalla           | 1080 x 2460 pixeles                                           | 1080 x 2460 pixeles                                           | 720 x 1600 pixeles                                | 720 x 1600 pixeles                                    |
| Relación pantalla-cuello            | 84.6%                                                         | 85.8%                                                         | 81.4%                                             | 79.7%                                                 |
| Tecnología de la pantalla           | IPS LCD                                                       | IPS LCD                                                       | IPS LCD                                           | IPS LCD                                               |
| Tasa de refresco                    | 90 Hz                                                         | 120 Hz                                                        | 90 Hz                                             | 90 Hz                                                 |
| Recorte de pantalla                 | Pinhole                                                       | Pinhole                                                       | Pinhole                                           | Pinhole                                               |
| Procesador                          | MediaTek Mat6769H Helio G88 (12nm)                            | Qualcomm SM6735 Snapdragon 695 (6nm)                          | MediaTek Dimensity 700 (7nm)                      | MediaTek MT6765 Helio G37 (12nm)                      |
| CPU                                 | 2x2.0 GHz Cortex-A75 y 6x1.8 GHz Cortex-A55                   | 2x2.2 GHz Kryo 660 Gold y 6x1.8 GHz Kryo 660 Silver           | 2x2.0 GHz Cortex-A76 y 6x2.0 GHz Cortex-A55       | 4x2.3 GHz Cortex-A53 y 4x1.8 GHz Cortex-A53           |
| GPU                                 | Mali-G52 MC2                                                  | Adreno 619                                                    | MALI-G57 MC2                                      | PowerVR GE8320                                        |
| Almacenamiento interno              | 128 GB                                                        | 128/256 GB                                                    | 64/256 GB                                         | 64/128 GB                                             |
| Almacenamiento externo              | MicroSDXC hasta 512 GB                                        | MicroSDXC hasta 1 TB                                          | MicroSDXC hasta 512 GB                            | MicroSDXC hasta 512 GB                                |
| RAM                                 | 4/6 GB                                                        | 4/6/8 GB                                                      | 4/6 GB                                            | 4 GB                                                  |
| Cámara frontal                      | Imagen: 16 MP Video: 1080p@30fps                              | Imagen: 16 MP Video: 1080p@30fps                              | Imagen: 13 MP Video: 1080p@30fps                  | Imagen: 8 MP Video: 1080p@30fps                       |
| Cámaras traseras                    | Imagen: 50 MP, 8 MP, 8MP, 2 MP Video: 1080p@30/60fps gyro-EIS | Imagen: 50 MP, 8 MP, 8 MP, 2MP Video: 1080p@30/60fps gyro-EIS | Imagen: 50 MP, 2 MP, 2 MP Video: 1080p@30fps      | Imagen: 50 MP, 2 MP, 2 MP Video: 1080p@30fps gyro-EIS |
| Flash trasero                       | Flash LED HDR Panorama                                        | Flash LED HDR Panorama                                        | Flash LED HDR Panorama                            | Flash LED HDR                                         |
| Audio                               | Altavoz, conector de audio 3.5mm                              | Altavoz, conector de audio 3.5mm                              | Altavoz, conector de audio 3.5mm                  | Altavoz, conector de audio 3.5mm                      |
| Wi-Fi                               | Wi-Fi 802.11 a/b/g/n/ac doble banda, Wi-Fi Direct             | Wi-Fi 802.11 a/b/g/n/ac doble banda, Wi-Fi Direct             | Wi-Fi 802.11 a/b/g/n/ac doble banda, Wi-Fi Direct | Wi-Fi 802.11 a/b/g/n/ac doble banda, Wi-Fi Direct     |
| Bluetooth                           | 5.0, A2DP, LE                                                 | 5.1, A2DP, LE                                                 | 5.1, A2DP, LE                                     | 5.0, A2DP, LE                                         |
| GPS                                 | Si                                                            | Sí                                                            | Sí                                                | Sí                                                    |
| NFC                                 | Sí                                                            | Sí                                                            | Sí                                                | Sí                                                    |
| Escáner de huellas digitales        | Lateral                                                       | Lateral                                                       | Lateral                                           | Lateral                                               |
| Batería                             | 5,000 mAh no removible, Li-Po                                 | 5,000 mAh no removible, Li-Po                                 | 5,000 mAh no removible, Li-Po                     | 5,000 mAh no removible, Li-Po                         |
| Carga                               | USB-C 10 W                                                    | USB-C 10 W TurboPower                                         | USB-C 10 W                                        | USB-C 10 W                                            |
| USB                                 | USB 2.0                                                       | USB 2.0                                                       | USB 2.0                                           | USB 2.0                                               |
| Peso                                | 216 g                                                         | 215 g                                                         | 204 g                                             | 203 g                                                 |
| Dimensiones                         | 170.2 x 75.9 x 9.5 mm                                         | 168.9 x 75.8 x 9.3 mm                                         | 165.4 x 75.8 x 9.4 mm                             | 167.2 x 75.6 x 9.4 mm                                 |
| Colores                             | •Azul crepúsculo •Rosa metálico                               | •Azul acero •Verde Espuma de mar                              | Gris claro de luna                                | Negro                                                 |

### Moto G en el resto del mundo
| Dispositivo                   | Moto G31                                          | Moto G51                                            | Moto G71                                            | Moto G41                                          | Moto G200                                                            | Moto G22                                                    | Moto G52                                            | Moto G82                                            | Moto G42                                            | Moto G62                                                                                                | Moto G32                                            | Moto G72                                          |
| ----------------------------- | ------------------------------------------------- | --------------------------------------------------- | --------------------------------------------------- | ------------------------------------------------- | -------------------------------------------------------------------- | ----------------------------------------------------------- | --------------------------------------------------- | --------------------------------------------------- | --------------------------------------------------- | --- | --------------------------------------------------- | ------------------------------------------------- |
| Número Modelo                 | XT2173-3                                          | XT2171-2 XT2171-1                                   | XT2169-1                                            | XT2167-2                                          | XT2175-1 XT2175-2                                                    | XT2231-1 XT2231-2 XT2231-5                                  | XT2221-1 XT2221-2                                   | XT2335-1                                            | XT2233-2                                            | XT2223-1 XT2223-2                                                                                       | XT2335-2 XT2335-3                                   | XT2255-1                                          |
| Lanzamiento                   | 6 de diciembre de 2021                            | 16 de diciembre de 2021                             | 19 de enero de 2022                                 | 28 de enero de 2022                               | 10 de febrero de 2022                                                | 4 de marzo de 2022                                          | 20 de abril de 2022                                 | 12 de mayo de 2022                                  | 28 de junio de 2022                                 | 28 de junio de 2022 19 de agosto (India)                                                                | 16 de agosto de 2022                                | 3 de octubre de 2022                              |
| Sistema operativo             | Android 11                                        | Android 11                                          | Android 11                                          | Android 11                                        | Android 11                                                           | Android 12                                                  | Android 12                                          | Android 12                                          | Android 12                                          | Android 12                                                                                              | Android 12                                          | Android 12                                        |
| Tamaño de pantalla            | 6.4 pulgadas                                      | 6.8 pulgadas                                        | 6.4 pulgadas                                        | 6.4 pulgadas                                      | 6.8 pulgadas                                                         | 6.5 pulgadas                                                | 6.6 pulgadas                                        | 6.6 pulgadas                                        | 6.4 pulgadas                                        | 6.5 pulgadas                                                                                            | 6.6 pulgadas                                        | 6.6 pulgadas                                      |
| Resolución de pantalla        | 1080 x 2400 píxeles                               | 1080 x 2400 píxeles                                 | 1080 x 2400 píxeles                                 | 1080 x 2400 píxeles                               | 1080 x 2460 píxeles                                                  | 1080 x 2400 píxeles                                         | 1080 x 2400 píxeles                                 | 1080 x 2400 píxeles                                 | 1080 x 2400 píxeles                                 | 1080 x 2400 píxeles                                                                                     | 1080 x 2400 píxeles                                 | 1080 x 2400 píxeles                               |
| Relación pantalla-cuerpo      | 85,4%                                             | 85,6%                                               | 83,0%                                               | 82,7%                                             | 86,5%                                                                | 84,2%                                                       | 86,9%                                               | 86,4%                                               | 83,9%                                               | 85,2%                                                                                                   | 85,4%                                               | 86,8%                                             |
| Tecnología de pantalla        | AMOLED                                            | LCD IPS                                             | AMOLED                                              | AMOLED                                            | LCD HDR10                                                            | LCD IPS                                                     | AMOLED                                              | AMOLED                                              | AMOLED                                              | LCD IPS                                                                                                 | LCD IPS                                             | P-OLED, 1B                                        |
| Tasa de refresco              |                                                   | 120 Hz                                              |                                                     |                                                   | 144 Hz                                                               | 90 Hz                                                       | 90 Hz                                               | 120 Hz                                              |                                                     | 120 Hz                                                                                                  | 90 Hz                                               | 120 Hz                                            |
| Recorte de pantalla           |                                                   |                                                     |                                                     |                                                   |                                                                      |                                                             |                                                     |                                                     |                                                     | |                                                     |                                                   |
| Procesador                    | Mediatek MT6769Z Helio G85 (12nm)                 | Qualcomm SM4350-AC Snapdragon 480+ 5G (8 nm)        | Qualcomm SM6376-AC Snapdragon 695 5G (6 nm)         | Mediatek MT6769Z Helio G85 (12nm)                 | Qualcomm SM8350 Snapdragon 888+ 5G (5 nm)                            | Mediatek MT6765V/CB Helio G37 (12nm)                        | Qualcomm SM6225 Snapdragon 680 4G (6 nm)            | Qualcomm SM6375 Snapdragon 695 5G (6 nm)            | Qualcomm SM6225 Snapdragon 680 4G (6 nm)            | * Qualcomm SM4350-AC Snapdragon 480+ 5G (8 nm) * Qualcomm SM6375 Snapdragon 695 5G (6 nm) (India)       | Qualcomm SM6225 Snapdragon 680 4G (6 nm)            | Mediatek Helio G99 (6nm)                          |
| CPU                           | 2x2,0 GHz Cortex-A75 y 6x1,8 GHz Cortex-A55       | 2x2,2 GHz Kryo 460 y 6x1,8 GHz Kryo 460             | 2x2,2 GHz Kryo 660 Gold y 6x1,7 GHz Kryo 660 Silver | 2x2,0 GHz Cortex-A75 y 6x1,8 GHz Cortex-A55       | 1x2.99 GHz Cortex-X1 y 3x2.42 GHz Cortex-A78 & 4x1.80 GHd Cortex-A55 | 4x2,3 GHz Cortex-A53 y 4x1,8 GHz Cortex-A53                 | 4x2,4 GHz Kryo 265 Gold y 4x1,9 GHz Kryo 265 Silver | 2x2,2 GHz Kryo 660 Gold y 6x1,7 GHz Kryo 660 Silver | 4x2,4 GHz Kryo 265 Gold y 4x1,9 GHz Kryo 265 Silver | * 2x2,2 GHz Kryo 460 y 6x1,8 GHz Kryo 460 * 2x2,2 GHz Kryo 660 Gold y 6x1,7 GHz Kryo 660 Silver (India) | 4x2,4 GHz Kryo 265 Gold y 4x1,9 GHz Kryo 265 Silver | 2x2,2 GHz Cortex-A76 y 6x2,0 GHz Cortex-A55       |
| GPU                           | Mali-G52 MC2                                      | Adreno 619                                          | Adreno 619                                          | Mali-G52 MC2                                      | Adreno 660                                                           | PowerVR GE8320                                              | Adreno 611                                          | Adreno 619                                          | Adreno 610                                          | Adreno 619                                                                                              | Adreno 610                                          | Mail-G57 MC2                                      |
| RAM y ROM                     | 4/64 GB 4/128 GB                                  | 4/64 GB 6/64 GB 4/128 GB 6/128 GB 8/128 GB          | 4/128 GB 6/128 GB 8/128 GB                          | 4/128 GB 6/128 GB                                 | 8/128 GB 8/256 GB                                                    | 4/64 GB 4/128 GB                                            | 4/128 GB 6/128 GB 6/256 GB                          | 6/128 GB 8/128 GB                                   | 4/64 GB 4/128 GB                                    | 4/64 GB 4/128 GB                                                                                        | 4/64 GB 4/128 GB 6/128 GB 8/128 GB 8/256 GB         | 6/128 GB 8/128 GB 8/256 GB                        |
| Almacenamiento expandible     | Micro SDXC hasta 1 TB                             | Micro SDXC hasta 512 GB                             | Micro SDXC hasta 1 TB                               | Sin ranura para micro SDXC                        | Sin ranura para micro SDXC                                           | Micro SDXC hasta 1 TB                                       | Micro SDXC hasta 1 TB                               | Micro SDXC hasta 1 TB                               | Micro SDXC hasta 1 TB                               | Micro SDXC hasta 1 TB                                                                                   | Micro SDXC hasta 1 TB                               | Micro SDXC hasta 1 TB                             |
| Wi-Fi                         | Wi-Fi 802.11 a/b/g/n/a, doble banda, Wi-Fi Direct | Wi-Fi 802.11 a/b/g/n/a, doble banda, Wi-Fi Direct   | Wi-Fi 802.11 a/b/g/n/a, doble banda, Wi-Fi Direct   | Wi-Fi 802.11 a/b/g/n/a, doble banda, Wi-Fi Direct | Wi-Fi 802.11 a/b/g/n/a, doble banda, Wi-Fi Direct                    | Wi-Fi 802.11 a/b/g/n/a, doble banda, Wi-Fi Direct           | Wi-Fi 802.11 a/b/g/n/a, doble banda, Wi-Fi Direct   | Wi-Fi 802.11 a/b/g/n/a, doble banda, Wi-Fi Direct   | Wi-Fi 802.11 a/b/g/n/a, doble banda, Wi-Fi Direct   | Wi-Fi 802.11 a/b/g/n/a, doble banda, Wi-Fi Direct                                                       | Wi-Fi 802.11 a/b/g/n/a, doble banda, Wi-Fi Direct   | Wi-Fi 802.11 a/b/g/n/a, doble banda, Wi-Fi Direct |
| Bluetooth                     | 5.2, A2DP, LE                                     | 5.2, A2DP, LE                                       | 5.2, A2DP, LE                                       | 5.2, A2DP, LE                                     | 5.2, A2DP, LE, aptX HD, aptX Adaptive                                | 5.2, A2DP, LE                                               | 5.0, A2DP, LE                                       | 5.1, A2DP, LE                                       | 5.0, A2DP, LE                                       | 5.1, A2DP, LE                                                                                           | 5.2, A2DP, LE                                       | 5.1, A2DP, LE                                     |
| NFC                           | Sí                                                | Depende la region                                   | Depende la region                                   | Sí                                                | Sí                                                                   | Depende la region                                           | Depende la region                                   | Depende la region                                   | Sí                                                  | Sí (excepto en India)                                                                                   | Depende la region                                   | Sí                                                |
| GPS                           | Sí                                                | Sí                                                  | Sí                                                  | Sí                                                | Sí                                                                   | Sí                                                          | Sí                                                  | Sí                                                  | Sí                                                  | Sí | Sí                                                  | Sí                                                |
| Escáner de huellas dactilares | Lateral                                           | Lateral                                             | Parte trasera                                       | Lateral                                           | Lateral                                                              | Lateral                                                     | Lateral                                             | Lateral                                             | Lateral                                             | Lateral                                                                                                 | Lateral                                             | Bajo Display                                      |
| Cámara trasera                | Imagen: 50 MP, 8 MP, 2 MP Video: 1080p@30fps      | Imagen: 50 MP, 8 MP, 2 MP Video: 1080p@30/60/240fps | Imagen: 50 MP, 8 MP, 2 MP Video: 1080p@30/60fps     | Imagen: 48 MP, 8 MP, 2 MP Video: 1080p@30fps      | Imagen: 108 MP, 13 MP, 2 MP Video: 4K@30fps 1080p@30fps gyro-EIS     | Imagen: 50 MP, 8 MP, 2 MP Video: 1080p@30fps                | Imagen: 50 MP, 8 MP, 2 MP Video: 1080p@30fps        | Imagen: 50 MP, 8 MP, 2 MP Video: 1080p@30/60fps     | Imagen: 50 MP, 8 MP, 2 MP Video: 1080p@30fps        | Imagen: 50 MP, 8 MP, 2 MP Video: 1080p@30/60fps                                                         | Imagen: 50 MP, 8 MP, 2 MP Video: 1080p@30fps        | Imagen: 108 MP, 8 MP, 2 MP Video: 1080p@30/60fps  |
| Flash trasero                 | Flash LED HDR Panorama                            | Flash LED HDR Panorama                              | Flash LED HDR Panorama                              | Flash LED HDR Panorama                            | Dual-LED dual-tone flash, HDR, panorama                              | Flash LED HDR Panorama                                      | Flash LED HDR Panorama                              | Flash LED HDR Panorama                              | Flash LED HDR Panorama                              | Flash LED HDR Panorama                                                                                  | Flash LED HDR Panorama                              | Flash LED HDR Panorama                            |
| Cámara frontal                | Imagen: 16 MP Video: 1080p@30fps                  | Imagen: 13 MP o 16 MP (China) Video: 1080p@30fps    | Imagen: 16 MP Video: 1080p@30fps                    | Imagen: 13 MP Video: 1080p@30fps                  | Imagen: 16 MP Video: 1080p@30fps                                     | Imagen: 16 MP Video: 1080p@30fps                            | Imagen: 16 MP Video: 1080p@30fps                    | Imagen: 16 MP Video: 1080p@30fps                    | Imagen: 16 MP Video: 1080p@30fps                    | Imagen: 16 MP Video: 1080p@30fps                                                                        | Imagen: 16 MP Video: 1080p@30fps                    | Imagen: 16 MP Video: 1080p@30fps                  |
| Audio                         | Altavoz, conector de audio 3.5 mm                 | Altavoz, conector de audio 3.5 mm                   | Altavoz, conector de audio 3.5 mm                   | Altavoz, conector de audio 3.5 mm                 | Altavoz Snapdragon Sound                                             | Altavoz, conector de audio 3.5 mm                           | Altavoz Stereo, conector de audio 3.5 mm            | Altavoz Stereo, conector de audio 3.5 mm            | Altavoz Stereo, conector de audio 3.5 mm            | Altavoz Stereo, conector de audio 3.5 mm                                                                | Altavoz Stereo, conector de audio 3.5 mm            | Altavoz Stereo, conector de audio 3.5 mm          |
| Batería                       | 5000 mAh no removible. Li-Po                      | 5000 mAh no removible. Li-Po                        | 5000 mAh no removible. Li-Po                        | 5000 mAh no removible. Li-Po                      | 5000 mAh no removible. Li-Po                                         | 5000 mAh no removible. Li-Po                                | 5000 mAh no removible. Li-Po                        | 5000 mAh no removible. Li-Po                        | 5000 mAh no removible. Li-Po                        | 5000 mAh no removible. Li-Po                                                                            | 5000 mAh no removible. Li-Po                        | 5000 mAh no removible. Li-Po                      |
| Carga                         | USB C 10 W                                        | USB C 30 W                                          | USB C 30 W / 33 W                                   | USB C 30 W                                        | USB C 33 W                                                           | USB C 15 W / 20 W                                           | USB C 30 W                                          | USB C 30 W                                          | USB C 18 W                                          | USB C 15 W                                                                                              | USB C 30 W                                          | USB C 33 W                                        |
| USB                           | USB C 2.0                                         | USB C 2.0                                           | USB C 2.0                                           | USB C 2.0                                         | USB C 3.1                                                            | USB C 2.0                                                   | USB C 2.0                                           | USB C 2.0                                           | USB C 2.0                                           | USB C 2.0                                                                                               | USB C 2.0                                           | USB C 2.0                                         |
| Dimensiones                   | 161,8 x 73,8 x 8,5 mm                             | 170,5 x 76,5 x 9,1 mm                               | 161,2 x 73,9 x 8,5 mm                               | 161,8 x 73,8 x 8,3 mm                             | 168.1 x 75.5 x 8.9 mm                                                | 164 x 75 x 8,5 mm                                           | 160,1 x 74,5 x 8 mm                                 | 160,9 x 74,5 x 8 mm                                 | 160,4 x 73,5 x 8 mm                                 | 161,8 x 74 x 8,6 mm                                                                                     | 161,8 x 73,8 x 8,5 mm                               | 160,5 x 74,4 x 7,9 mm                             |
| Peso                          | 184 g                                             | 208 g                                               | 179 g                                               | 178 g                                             | 202 g                                                                | 185 g                                                       | 169 g                                               | 173 g                                               | 175 g                                               | 184 g                                                                                                   | 184 g                                               | 166 g                                             |
| Colores                       | * Gris Mineral * Azul Bebe                        | * Azul Índigo * Plata Brillante * Azul Agua         | * Verde Neptuno * Azul Ártico * Negro Hierro        | * Negro Meteorito * Oro Perla                     | * Azul Estándar * Verde Glaciar                                      | * Blanco Perla * Azul Iceberg * Negro Cósmico * Verde Perla | * Gris Carbón * Blanco Porcelana                    | * Gris Meteorito * Lirio Blanco                     | * Verde Atlántico * Rosa Metálico                   | * Gris Medianoche * Azul Esmeralda                                                                      | * Gris Mineral * Plata Satinada * Oro Rosa          | * Gris Meteorito * Azul Polar * Blanco Mineral    |